# Vulkaantje
Het vulkaantje (Perforatus perforatus) is een zeepokkensoort uit de familie van de Balanidae. De wetenschappelijke naam van de soort werd in 1789 gepubliceerd door Bruguière.